# Siphocampylus clotho
Siphocampylus clotho är en klockväxtart som beskrevs av Franz Elfried Wimmer. Siphocampylus clotho ingår i släktet Siphocampylus och familjen klockväxter.
Artens utbredningsområde är Peru. Inga underarter finns listade i Catalogue of Life.